# Sylvio Ouassiero
Jean Sylvio Ouassiero (Saint-Benoît, 7 maggio 1994) è un ex calciatore francese naturalizzato malgascio, di ruolo difensore.

## Carriera

### Club
Dopo varie stagioni trascorse nelle serie minori francesi (mai oltre la terza divisione) e belghe, nel 2019 esordisce nella massima serie lussemburghese con il Fola Esch, con cui nel corso degli anni esordisce tra l'altro anche nelle competizioni UEFA per club, giocando alcune partite sia nei turni preliminari di Champions League che in quelli di Europa League.

### Nazionale
Ha giocato nelle nazionali giovanili francesi Under-17, Under-18, Under-19 ed Under-20.
Il 12 ottobre 2020 ha esordito con la nazionale malgascia giocando l'amichevole persa 2-1 contro il Burkina Faso.

## Statistiche

### Presenze e reti nei club
Statistiche aggiornate al 23 aprile 2023.
| Stagione         | Squadra              | Campionato       | Campionato | Campionato | Coppe nazionali | Coppe nazionali | Coppe nazionali | Coppe continentali | Coppe continentali | Coppe continentali | Altre coppe | Altre coppe | Altre coppe | Totale | Totale |
| Stagione         | Squadra              | Comp             | Pres       | Reti       | Comp            | Pres            | Reti            | Comp               | Pres               | Reti               | Comp        | Pres        | Reti        | Pres   | Reti   |
| ---------------- | -------------------- | ---------------- | ---------- | ---------- | --------------- | --------------- | --------------- | ------------------ | ------------------ | ------------------ | ----------- | ----------- | ----------- | ------ | ------ |
| 2015-2016        | Geel                 | 1B               | 21         | 0          | CB              | 0               | 0               | -                  | -                  | -                  | -           | -           | -           | 21     | 0      |
| 2017-2018        | Clémencau            | N3               | 9          | 0          | -               | -               | -               | -                  | -                  | -                  | -           | -           | -           | 9      | 0      |
| 2018-2019        | Lusitanos Saint-Maur | N2               | 22         | 0          | CF              | 1               | 0               | -                  | -                  | -                  | -           | -           | -           | 23     | 0      |
| 2019-2020        | Fola Esch            | DN               | 15         | 0          | CL              | 3               | 0               | UEL                | 2                  | 0                  | -           | -           | -           | 20     | 0      |
| 2020-2021        | Fola Esch            | DN               | 23         | 1          | CL              | 0               | 0               | UCL+UEL            | 1+1                | 0                  | -           | -           | -           | 25     | 1      |
| 2021-2022        | Fola Esch            | DN               | 23         | 1          | CL              | 0               | 0               | UCL+UECL           | 2+6                | 0                  | -           | -           | -           | 31     | 1      |
| Totale Fola Esch | Totale Fola Esch     | Totale Fola Esch | 61         | 2          |                 | 3               | 0               |                    | 11                 | 0                  |             | -           | -           | 75     | 2      |
| 2022-2023        | F91 Dudelange        | DN               | 22         | 1          | CL              | 2               | 0               | UCL+UEL+UECL       | 4+1+2              | -                  | -           | -           | -           | 31     | 1      |
| Totale carriera  | Totale carriera      | Totale carriera  | 135        | 3          |                 | 6               | 0               |                    | 18                 | 0                  |             | -           | -           | 159    | 3      |

### Cronologia presenze e reti in nazionale
| Cronologia completa delle presenze e delle reti in nazionale ― Madagascar | Cronologia completa delle presenze e delle reti in nazionale ― Madagascar | Cronologia completa delle presenze e delle reti in nazionale ― Madagascar | Cronologia completa delle presenze e delle reti in nazionale ― Madagascar | Cronologia completa delle presenze e delle reti in nazionale ― Madagascar | Cronologia completa delle presenze e delle reti in nazionale ― Madagascar | Cronologia completa delle presenze e delle reti in nazionale ― Madagascar | Cronologia completa delle presenze e delle reti in nazionale ― Madagascar |
| Data                                                                      | Città                                                                     | In casa                                                                   | Risultato                                                                 | Ospiti                                                                    | Competizione                                                              | Reti                                                                      | Note                                                                      |
| ------------------------------------------------------------------------- | ------------------------------------------------------------------------- | ------------------------------------------------------------------------- | ------------------------------------------------------------------------- | ------------------------------------------------------------------------- | ------------------------------------------------------------------------- | ------------------------------------------------------------------------- | ------------------------------------------------------------------------- |
| 12-10-2020                                                                | El Jadida                                                                 | Burkina Faso                                                              | 2 – 1                                                                     | Madagascar                                                                | Amichevole                                                                | -                                                                         |                                                                           |
| 17-11-2020                                                                | Antananarivo                                                              | Madagascar                                                                | 1 – 1                                                                     | Costa d'Avorio                                                            | Qual. Coppa d'Africa 2021                                                 | -                                                                         | 78’                                                                       |
| 24-3-2021                                                                 | Bahar Dar                                                                 | Etiopia                                                                   | 4 – 0                                                                     | Madagascar                                                                | Qual. Coppa d'Africa 2021                                                 | -                                                                         | 46’                                                                       |
| 5-6-2022                                                                  | Antananarivo                                                              | Madagascar                                                                | 1 – 1                                                                     | Angola                                                                    | Qual. Coppa d'Africa 2023                                                 | -                                                                         |                                                                           |
| 23-3-2023                                                                 | Antananarivo                                                              | Madagascar                                                                | 0 – 3                                                                     | Rep. Centrafricana                                                        | Qual. Coppa d'Africa 2023                                                 | -                                                                         |                                                                           |
| Totale                                                                    |                                                                           | Presenze                                                                  | 5                                                                         |                                                                           | Reti                                                                      | 0                                                                         |                                                                           |

## Palmarès

### Club

#### Competizioni nazionali
- Campionato lussemburghese: 1

Fola Esch: 2020-2021